# Хиль Фортуль, Хосе
Хосе Хиль Фортуль (исп. José Gil Fortoul; 25 ноября 1861, Баркисимето, Венесуэлы — 15 июня 1943, Каракас, Венесуэла) — венесуэльский писатель, историк, государственный деятель, исполняющий обязанности президента Венесуэлы (1913—1914). Был убежденным сторонником диктатуры Хуана Висенте Гомеса.

## Биография
Родился в семье Хосе Эспириту Санто Хиля и Аделаиды Фортуль Санчес. Младенцем его перевезли в Эль-Токуйо, где под руководством профессора Эгидио Монтесиноса прошли его детство и юношеские годы.
В июле 1880 года получил степень бакалавра философии. После этого он переехал в Каракас, где в 1885 году окончил Центральный университет Венесуэлы, получив докторскую степень по политологии. Сотрудничал с изданием La Opinión Nacional, в этот период у него были идеологические противоречия с пресвитером Хуаном Баутистой Кастро, который впоследствии стал архиепископом Каракаса.
В 1886 году был назначен на должность консула Венесуэлы в Бордо, оставался в Европе до 1896 года. В 1890—1892 годах был консулом в Ливерпуле. В 1892 году перебрался в Париж в качестве секретаря венесуэльской делегации. На  два года он был назначен поверенным в делах в Берне, в венесуэльском представительстве в Швейцарии. В 1897 году вернулся в Каракас.
В 1898 году президент Игнасио Андраде поставил перед ним задачу по подготовке книги по истории Венесуэлы (Historia Constitucional de Venezuela), его известного труда. В дальнейшем он оставался на родине, однако вскоре решил снова уехать за границу. В 1900 году вернулся на дипломатическую службу, сначала как консул на Тринидаде (1900), затем как представитель Венесуэлы на Второй Международной панамериканской конференции в Мексике (1901). После этого он вернулся в Европу, где работал в венесуэльских консульствах в Ливерпуле и Париже (1902—1905). В 1906 году был поверенным в делах в Берлине. В 1907 году участвовал во Второй мирной конференции в Гааге.
В конце 1908 года был отстранён от должности по обвинению в неповиновении президенту Сиприано Кастро. Однако после переворота и прихода к власти Хуана Висенте Гомеса был назначен на пост полномочного министра в Берлине. Вернувшись на родину, Хиль Фортуль был членом Сената в течение двух сроков (1910—1911 и 1914—1916), где он был автором инициатив относительно прав женщин и детей в гражданском законодательстве.
В 1913 году временно занял пост главы государства. После завершения президентства Хиль Фортуль стал соучредителем Академии политических наук (1915), президентом Союза международного права (1915), а также уполномоченным Швейцарского федерального совета для проведения переговоров между Венесуэлой и Колумбией (1916—1924). Вновь вернувшись на родину, он стал членом Национальной академии истории. В 1931 году он был назначен на должность директора газеты «El Nuevo Diario», а через два года уехал в Мексику в качестве полномочного министра с целью восстановления дипломатических отношений, которые были разорваны 1923.
В 1886 году он был назначен консулом Венесуэлы в Бордо, Франция, его пребывание продлится 10 лет. 1872—1898 годы проводятся в Каракасе, пишет El Cojo Ilustrado и читает лекции в Центральном университете Венесуэлы по социологическим и антропологическим вопросам.

## Избранные произведения
- «Детство моей музы» (1879; Баркисимето, Венесуэла)
- «Воспоминания о Париже» (1887; Барселона, Испания)
- «Джулиан» (1888; Лейпциг, Германия)
- «Конституционная философия» (1890; Париж, Франция)
- «Криминальная философия» (1891; Брюссель, Бельгия)
- «Дым из моей трубы» (1891; Париж, Франция)
- «Современное фехтование» (1892; Ливерпуль, Англия)
- «Иллюстрированный хромой» (1892)
- «Идиллия?» (1892; Ливерпуль, Англия)
- «Страсти» (1895; Париж, Франция)
- «Человек и история» (1896; Париж, Франция)
- «Конституционная история Венесуэлы» (1909; Берлин, Германия)
- «Речи и слова» (1915; Каракас, Венесуэла)
- «От сегодняшнего до завтра» (1916; Каракас, Венесуэла)
- «Незаконченная симфония и другие вариации» (1931; Каракас, Венесуэла)
- «Прошлые страницы» (1944; посмертно)